# معردبسة
معردبسة قرية سورية تتبع ناحية سراقب في منطقة مركز إدلب في محافظة إدلب. بلغ عدد سكانها 7,074 نسمة في عام ومراسلها عبد الرزاق عبود وابو سلوى رئيس البلدية2004 حسب إحصاء المكتب المركزي للإحصاء.
تقع على طريق أوتستراد حلب-دمشق تبعد عن حلب 60 كم وعن سراقب 7 كيلو متر وعن إدلب 25 كم وعن معرة النعمان 18 كم، يعمل معظم السكان في الزراعة والتجارة والأعمال الحرة، وهي قريبة من عدة مواقع أثرية مثل إيبلا و الرويحة، وتعتبر مركز تجاري مهم لتوسطها وربطها بين قرى داديخ، كفربطيخ، انقراتي، خان السبل، مرديخ .
معردبسة مشهورة بصناعة العديد من المواد الغذائية، منها زيت الديتون و دبس البندورة.
وتشتهر معردبسة بعدة اكلات لذيذة مثل المجدرة الذي يتم صنعها من البرغل والعدس. الفريكة واللبنية يعتبران ايضاً جزءاً لا يتجزأ من وليمة أهالي معردبسة.
معردبسة في توسع مستمر إذ تشهد حركة توسعية عمرانية نشطة.
كتب فيها محمد الإبراهيم أبو يحيى الشامي قصيدة "معردبسة الخير" :
مَعَردِبسَةَ الخَيرِ
يَكِلُّ سقيمُ الورى وينامُ
وينسى الكَرَى نازحٌ مُستَهامُ
ومن سَتَرَتهُ الدِّيارُ عزيزٌ
ومن باتَ في قومِهِ لا يُضامُ
وجارُ الأباةِ الكرامِ كريمٌ
ومن جارُهُم يشتكيهِم لِئامُ
وقِلَّةُ زادِ الفتى ليس تُزرِي
وليس إذا زادَ يُغني الطَّعامُ
وليس الدَّراهُمُ تُنجي جَباناً
إذا جَرَّحَتهُ القَنا والسِّهامُ
وللسِّترِ تكفي المُروءةُ ثوباً
وثوبُ الخَنَا والفُجورِ حَرامُ
لأرضٍ جَنوبَ سَراقِبَ شوقٌ
شَمالَ المَعرةِ مِنَّا السَّلامُ
وصخرٍ يَشَقَّقُ بالخيرِ تيناً
وزيتُونُهُ النُّورُ نعمَ الإِدامُ
ومِنْ دِبْسِ أعنَابِها حَازتِ اسماً
مَغاراتُهُا للعَصيرِ تُرامُ
مَعَردِبسَةَ الخيرِ إنَّا جِياعٌ
عِطاشٌ إليكِ وطالَ الصِّيامُ
عَمَارٌ بذِكرى بَنِيكِ ولكنْ
بَنُوكِ بأرضِ النُّزوحِ حُطامُ
تَقاسَمَتِ الأرضُ أشتاتَ حَيٍّ
إذا قِيسَ يَغلِبُ فيهِ الوِئامُ
فهاموا بأقدارهِمْ حيثُ هامُوا
كطفلٍ رضيعٍ رَمَاهُ الفِّطامُ
ونزعُ الجُذُورِ مِنَ الأرضِ موتٌ
بَطِيءٌ وإنْ دُفِنَتْ حيثُ قامُوا
يَضِجُّ بتاريخِنا القلبُ ذكراً
وبالحَاضِرِ المُرِّ ضَجَّ الزِّحامُ
وعِيدٌ أتانا بأيَّةِ حالٍ
تَسَاوى تَغرُّبُنَا والحِمامُ
وفَرحَتُنا تَعتَرِيها شُجُونٌ
إذا ما اتَّصَلنا فإنَّا اليَمَامُ
فما الشَّوقُ للحَيِّ بَلْ ساكنِيهِ
يَحِنُّ لجَمعِ الكِرامِ الكِرامُ
وإنا بفضلِ الإلهِ رجالٌ
تُصَانُ مَبادِئُنا والذِّمامُ
خَرَجنَا نُجاهِدُ في اللَّهِ حتَّى
شَرِيعَتُهُ في البلاد تُقَامُ
كرامَتُنا الدِّينُ حيثُ اتَّجَهنَا
وأسوتُنَا فيه قَرنٌ عِظَامُ
إذا خَرَجُ المَرءُ بالحَقِّ يوماً
يُعزِيهِ في الفَقدِ بيتٌ حَرامُ
يُصَلِّي إليهِ يَبُثُّ الأمانِي
وكُلُّ اتجاهٍ إليهِ أمَامُ
يَعودُ المُهَاجِرُ بالفَتحِ يوماً
يَجُزُّ العِدى صِدقُهُ والحُسَامُ
وحَاشَا من اللهِ نبدِي قُنُوطاً
فأرضُ الكَفالَةِ والنَّصرِ شَامُ
وصَبرُ المُقِيمِ الصَّلاةِ صَلاةٌ
وصَبرُ المُرابِطِ مِنَّا وِسَامُ